# Microzonazione sismica
La microzonazione sismica è un'operazione scientifica, altamente complessa e multidisciplinare, che ha lo scopo di riconoscere, a una scala di rappresentazione sufficientemente grande (scala comunale o sub comunale), le condizioni geologiche, geomorfologiche e geotecniche locali dell'immediato sottosuolo, che possono alterare più o meno sensibilmente le caratteristiche del movimento sismico atteso generando amplificazioni del moto sismico e/o deformazioni permanenti. In altri termini tale analisi ha l'obiettivo di individuare eventuali effetti di sito a seguito di un sisma. I risultati di uno studio di Microzonazione Sismica si applicano nella pianificazione territoriale e dell’emergenza, nella ricostruzione post-sisma e nel supporto alla progettazione antisismica.

## Descrizione e risultati di studio
La microzonazione sismica si contrappone alla macrozonazione sismica la quale suddivide invece un territorio in macrozone di pericolosità sismica numerate da 1 (zone più pericolose) a 4 (zone meno pericolose) che però, data la risoluzione spaziale considerata, non sono in grado di evidenziare gli effetti di sito.
Le diverse porzioni del territorio andranno ad essere suddivise in "MOPS" Microzone Omogenee in Prospettiva Sismica, ovvero delle aree che presentano un'analoga risposta alla sollecitazione sismica. Per poter effettuare una mappatura di microzonazione sismica si necessita della misura e dell'analisi della risposta sismica locale a sollecitazioni sismiche di riferimento; i risultati di tale studio vengono sintetizzati su una carta del territorio dove vengono riportate le MOPS suddivise in questo modo: 

a) le zone in cui il moto sismico non viene modificato rispetto a quello atteso in condizioni ideali di roccia rigida e pianeggiante e, pertanto, gli scuotimenti attesi sono equiparati a quelli forniti dagli studi di pericolosità sismica di base; 

b) le zone in cui il moto sismico viene modificato, ad esempio con fenomeni di amplificazione locale, rispetto a quello atteso in condizioni ideali (roccia rigida e pianeggiante) a causa delle caratteristiche litostratigrafiche del terreno e/o geomorfologiche del territorio; 

c) le zone in cui sono presenti o suscettibili di attivazione fenomeni di deformazione permanente del territorio indotti o innescati dal sisma (instabilità di versante, liquefazioni, fagliazione superficiale, cedimenti differenziali, tsunami, seiche, ecc.).